# Stelletta jonesi
Stelletta jonesi är en svampdjursart som först beskrevs av Thomas 1973.  Stelletta jonesi ingår i släktet Stelletta och familjen Ancorinidae.
Artens utbredningsområde är Seychellerna. Inga underarter finns listade i Catalogue of Life.